# Міненков Михайло Анатолійович
 Михайло Анатолійович Міненков  (нар. 25 липня 1977 року, Алейськ, Алтайський край, РРФСР, СРСР) — російський політичний і державний діяч. Голова міста Невинномиська з 18 листопада 2016 року. Секретар Невинномиського місцевого відділення партії «Єдина Росія» з 26 лютого 2020 року. Президент крайової фізкультурно-спортивної громадської організації «Федерація регбі Росії» з 13 серпня 2020 року. Герой Російської Федерації (2000).
Глава міста Михайловськ (з 20 червня 2014 по 20 жовтня 2016 року). Депутат Ставропольської міської думи (з 14 квітня 2004 по 7 квітня 2014 року).

## Життєпис
Народився 25 липня 1977-го в місті Алейську Алтайського краю.. 
За освітою Михайло Міненков — юрист.
У Збройних Силах РФ з 1994 року.
У 1994 році закінчив Єкатеринбурзьке суворовське військове училище.
З 1994 по 1998 рік — курсант Рязанського вищого повітряно-десантного командного училища імені генерала армії В.Ф. Маргелова, яке закінчив 1998 року. 
Міненков в роки служби займався армійським рукопашним боєм — самбо.
З 1998 року командував розвідувальним загоном в 247-му гвардійському парашутно-десантному полку.
Брав участь у другій російсько-чеченській війні, нагороджений медаллю.
- 14 жовтня 1999 року група старшого лейтенанта Міненкова поверталася з чергової розвідки в районі станиці Шелковська, коли отримали наказ надати підтримку групі спецназу ВДВ. Михайло Міненков очолив евакуацію поранених і організований відхід. Міненков отримав важке поранення в ногу, яку згодом було ампутовано.
- Указом виконуючого обов'язки Президента Російської Федерації від 17 січня 2000 року старшому лейтенанту Михайлу Анатолійовичу Міненкову присвоєно звання Героя Російської Федерації[8].
- 1999–2001 — помічник начальника розвідки.[7]
- з 2001 року — начальник розвідки 247-го гвардійського парашутно-десантного полку.
- У 2002 році закінчив юридичний факультет Ставропольського державного університету[9]
- У 2004 році закінчив Загальновійськовову академію ЗС РФ.
- З 2004 — заступник військового комісара Шпаковського району Ставропольського краю.
- З 2004 року — начальник відділення військового комісаріату міста Ставрополя.
- У квітні 2004 року обраний депутатом Ставропольської міської думи, де був заступником голови постійної комісії з питань законності і місцевого самоврядування, був переобраний на місцевих виборах в Міську Думу в 2008 і 2011 році.
- У березні 2011 року вдруге обраний депутатом Ставропольської міської думи, голова комітету з будівництва, міського господарства та економіці.[10]

- З 8 квітня по 20 червня 2014 року — перший заступник глави Адміністрації міста Михайлівська, був також тимчасово виконуючим обов'язки глави міста.
- З 20 червня 2014 року по 20 жовтня 2016 року — голова міста Михайловськ.[11]
- З 27 жовтня по 17 листопада 2016 року — перший заступник голови Адміністрації міста Невинномиська.[12]
- З 2016 року — Міненков проживає в Невинномиську.
- з 18 листопада 2016 року — голова міста Невинномиська Ставропольського краю.[13] Всього на посаду голови міста претендували чотири людини, рішення про обрання на посаду було прийнято міськими депутатами одноголосно.
- З 28 листопада 2019 року — член партії «Єдина Росія»[14].
- 28 грудня Міненкову в урочистій обстановці вручили партійний квиток і значок[15].
- З 26 лютого 2020 року — секретар Невинномиського місцевого відділення партії «Єдина Росія».
- 13 серпня 2020 року обраний Президентом крайової Федерації регбі.

### Голова міста Невинномиська
18 листопада 2016 року обраний мером міста Невинномиська Ставропольського краю на п'ятирічний термін. 
22 грудня 2017 року Міненков оголосив про підписання прем'єр-міністром Росії Дмитром Медведєвим постанови про створення в межах міста Невинномиська території випереджаючого соціально-економічного розвитку.
19 березня 2019 року Міненков виступив з доповіддю Державної Думе, він повідомив що Невинномиськ змінився завдяки програмі розвитку мономіст, доходи муніципального бюджету зросли з 700 млн до 1 млрд рублів.
29 жовтня 2020 року Міненков повідомив, що Невинномиську присвоєно почесне звання «Місто військової доблесті».

### Сім'я
Одружений, виховує трьох дітей.